# Retable de Nailloux
Le retable de Nailloux, consacré à la Passion du Christ, est un ensemble de cinq panneaux d'albâtres sculptés en haut-relief qui orne une chapelle de l'église Saint-Martin de Nailloux.
Correspondant parfaitement à la typologie des albâtres de Nottingham, le retable de Nailloux a probablement été sculpté au cours de la deuxième moitié du XVe siècle dans un atelier des Midlands. Même s’il est pour le moment impossible de reconnaître l’éventuel financeur/commanditaire à la source de l’apparition de cette œuvre d’origine étrangère à Nailloux, il est intéressant de constater qu’elle est contemporaine d’une période d’essor économique pour la région : l’âge d’or de la culture du pastel dans le Lauragais.
D’une longueur totale de 1,46 m, ce retable est composé de quatre panneaux latéraux de 43 × 25 cm et d’un panneau central de 50 × 25 cm. Cette œuvre devait servir de support à la dévotion des fidèles en tant qu’élément de décor pour un autel, utilisation qu’elle conserve jusqu’à nos jours dans une chapelle latérale de l'église Saint-Martin.
L'église du village voisin de Montgeard abrite les éléments démembrés d'un autre retable en albâtre de Nottingham, probablement dédié à la Vie de la Vierge. La présence de ces deux ensembles de même provenance dans deux églises si proches l'une de l'autre n'est pour l'instant pas expliquée. 
Le retable de Nailloux a été classé Monument historique au titre d’objet le 30 octobre 1914. Après la réfection de l’église, terminée en 2011, la restauration du retable a été réalisée en 2013 à la suite d'une souscription auprès de la Fondation du patrimoine.

## Un retable en albâtre anglais dit de Nottingham
Les albâtres de Nottingham sont un type de production industrielle de sculpture qui s’est développée du XIVe siècle au début du XVIe siècle dans le centre de l’Angleterre, région riche en carrières d’albâtre. La plupart des sculptures étaient de petite taille et facilement transportables. La production était destinée au marché local et à l’exportation : de nombreux exemples sont connus en Bretagne, Normandie et dans le Sud-Ouest de la France (ancienne Guyenne), régions où les liens politiques et commerciaux avec l’Angleterre étaient importants.
La tendresse et la finesse de l’albâtre, plus facile à sculpter que le marbre, permettait de réaliser rapidement des œuvres caractérisées par une grande variété de détails. Les sujets les plus souvent représentés étaient des scènes de la Vie du Christ (en particulier la Passion) et de la Vie de la Vierge. Ces scènes étaient représentées en haut relief, rehaussées de couleurs vives voire de dorures. Elles étaient généralement surmontées de dais finement sculptés en albâtre et/ou encadrées d’hucherie, ces éléments servant de cadre pour unifier la composition. À Nailloux, en supposant qu’il en possédait à l’origine, le retable de la Passion a perdu tous les éléments d’un éventuel cadre architectonique.

## Une représentation de la Passion du Christ
La Passion du Christ est un thème souvent privilégié dans les retables médiévaux car il met en relation le souvenir du sacrifice du Christ avec celui de la messe. Ces retables étant souvent utilisés comme décoration d’autel, le lien avec l’eucharistie étant d’autant plus fort. Dans le retable de Nailloux, sont représentées, de gauche à droite : l’Arrestation, la Flagellation, la Crucifixion (panneau principal), la Mise au Tombeau et la Résurrection du Christ.
Suivant la tradition iconographique en vigueur, les soldats et les Juifs sont représentés avec des vêtements et des accessoires contemporains de la réalisation de l’œuvre. Armes et armures des soldats et vêtements des Pharisiens permettent donc de confirmer la datation de l’œuvre autour de la deuxième moitié du XVe siècle.
D’un point de vue stylistique, le retable de Nailloux est aussi caractéristique de l’art des albâtres anglais de la deuxième moitié du XVe siècle. La rapidité d’exécution des sculpteurs les a conduit à privilégier des compositions stéréotypées et des descriptions synthétiques des scènes figurées. À Nailloux, les détails de l’environnement sont pratiquement absents (un arbre dans l’angle supérieur gauche du dernier panneau), de même que les attributs des personnages qui sont réduits à leur plus simple expression (livre pour Jean, pot à onguents pour Marie-Madeleine). Les personnages ont des corps allongés avec des grosses têtes aux yeux globuleux, leurs traits sont semblables. Les schémas de composition sont également conventionnels : centré autour de l’axe vertical du Christ dans l’Arrestation, la Flagellation et la Crucifixion, organisé autour de la ligne oblique du tombeau pour la Mise au tombeau et la Résurrection.
Des traces de polychromie sont visibles sur le retable de Nailloux et il paraît certain qu’il ait été vivement coloré à l’origine. Il semble que les fonds étaient largement colorés, alors que les parties en relief l’étaient moins, sans doute pour exploiter le blanc laiteux de l’albâtre. Sur les quatre panneaux latéraux, la partie basse de la composition présente des traces de couleur verte, suggérant la représentation sommaire d’une scène en extérieur (en l’occurrence, à Gethsémani, ce jardin au pied du Mont des Oliviers où Jésus et ses disciples auraient prié avant la Crucifixion). Les restes de peinture rouge (ailes des anges, revers des manteaux du Christ et des disciples, nimbe de la Vierge) pourraient témoigner de parties originellement dorées puisque la dorure à la feuille d’or, aujourd’hui disparue, était habituellement appliquée sur une préparation rouge.
La présence de cette polychromie ainsi que le caractère synthétique de la sculpture devait faciliter la lecture globale du retable, conçu formellement comme un ensemble homogène. La compréhension directe et complète du cycle était plus importante que sa description, d’où les raccourcis et les imprécisions nombreuses dans l’exécution (par ex. les pieds). L’impression de profondeur n’a ainsi pas été rendue par juxtaposition des plans mais par superposition des personnages, suivant les conventions de la représentation médiévale de l’espace.

## Les reliefs de Montgeard
L’église Notre-Dame de Montgeard, distante d’à peine 2 km de celle de Nailloux possède aussi de beaux spécimens d’albâtre de Nottingham. Datés des années 1420-1460, ils seraient quasiment contemporains de ceux de Nailloux. Même si le commerce des albâtres de Nottingham était bien implanté en France et dans le Sud-ouest en particulier, la présence de ces panneaux dans deux églises si proches l’une de l’autre est singulière. Une rivalité entre les deux villages s’est peut-être traduite à l’époque de l’âge d’or du pastel par une compétition dans la décoration intérieure de leurs églises respectives. D’autant que les riches marchands de pastel, en contact avec les canaux du commerce international, ont pu faciliter l’importation de ces œuvres.
Les reliefs de Montgeard sont au nombre de cinq. Une Assomption, un Couronnement de la Vierge et une sainte Catherine sont maçonnés dans les murs de l’église, une Trinité a été intégrée à la structure de la chaire à prêcher et un fragment d’Adoration des Mages est conservé à la mairie du Village. Ces sujets indiquent donc un retable dédié à la Vie de la Vierge, qui prenait place selon les sources jusqu’au début du XVIIIe siècle dans le cœur de l’église.

Les reliefs de Montgeard ont été classés Monument Historique au titre d’objet le 30 octobre 1914 et le 22 janvier 2002.

Retable démembré de Montgeard
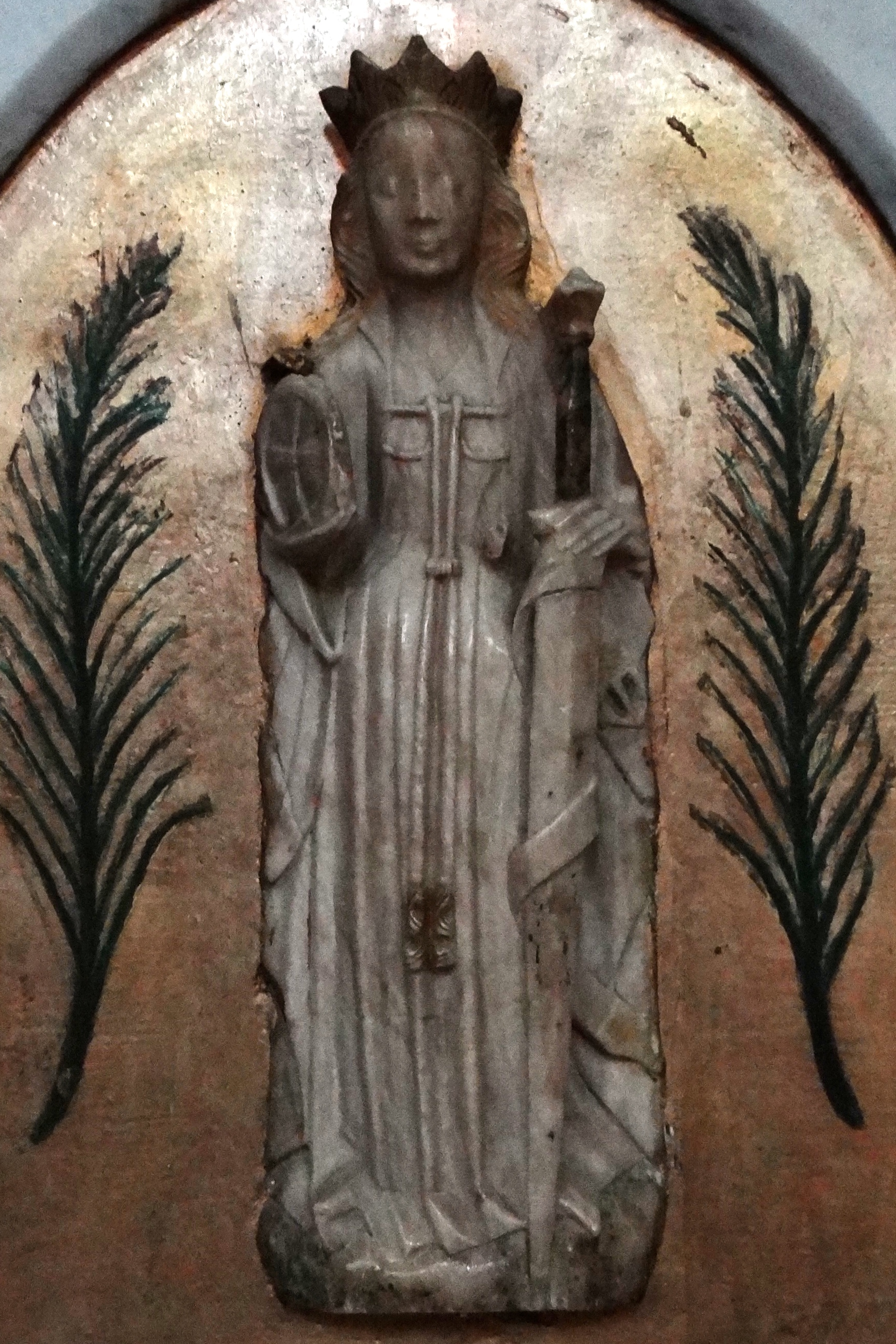
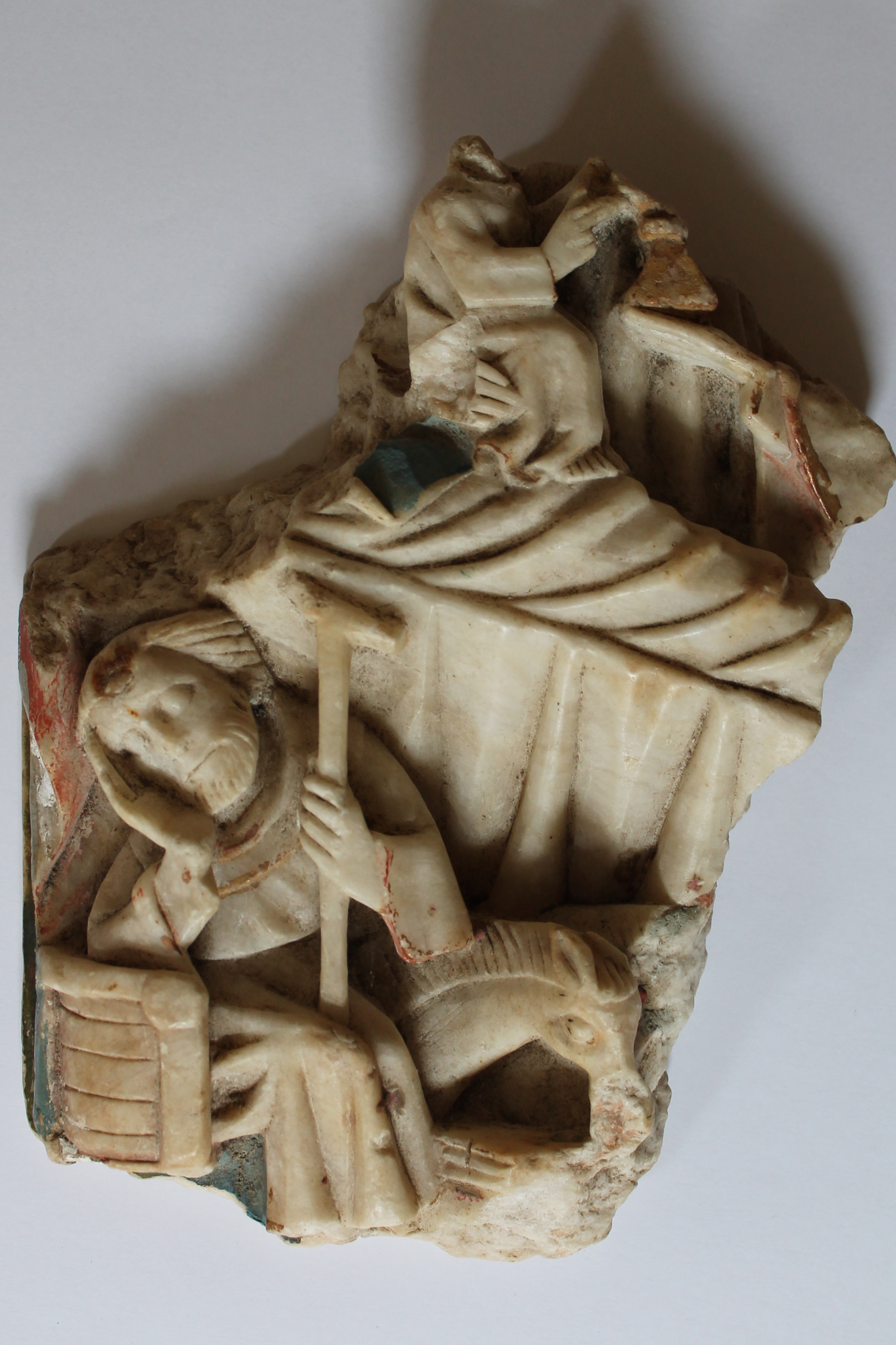
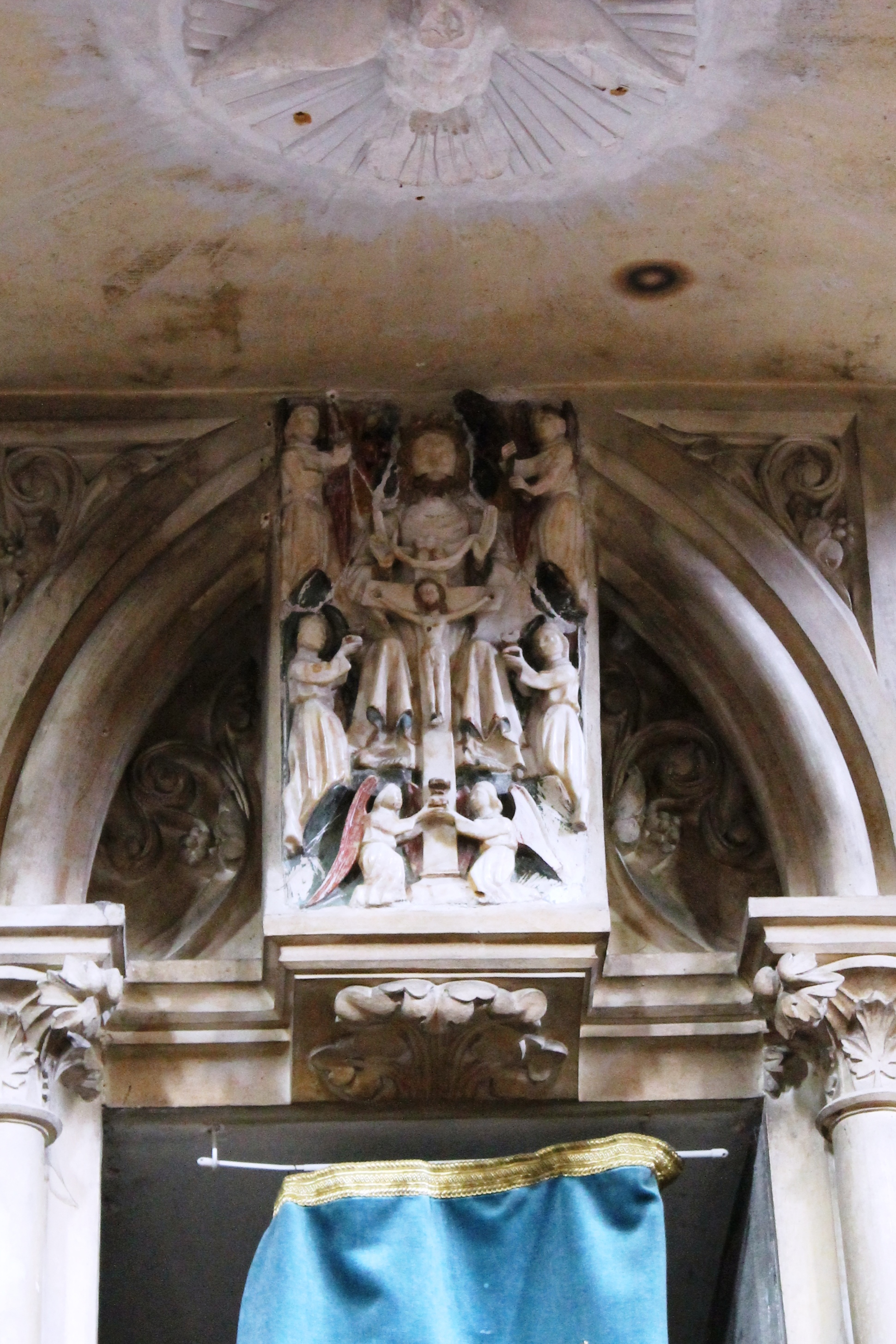
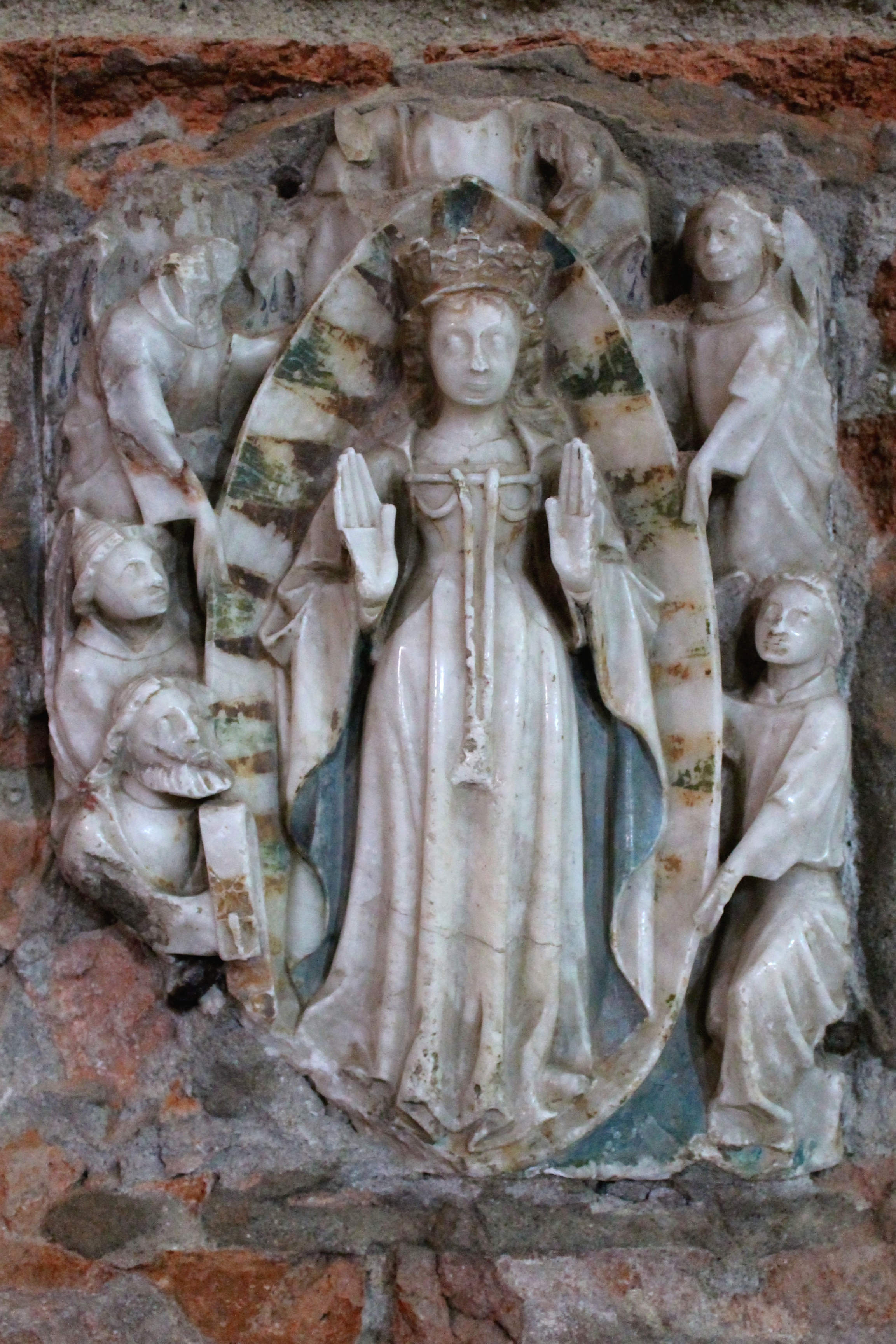
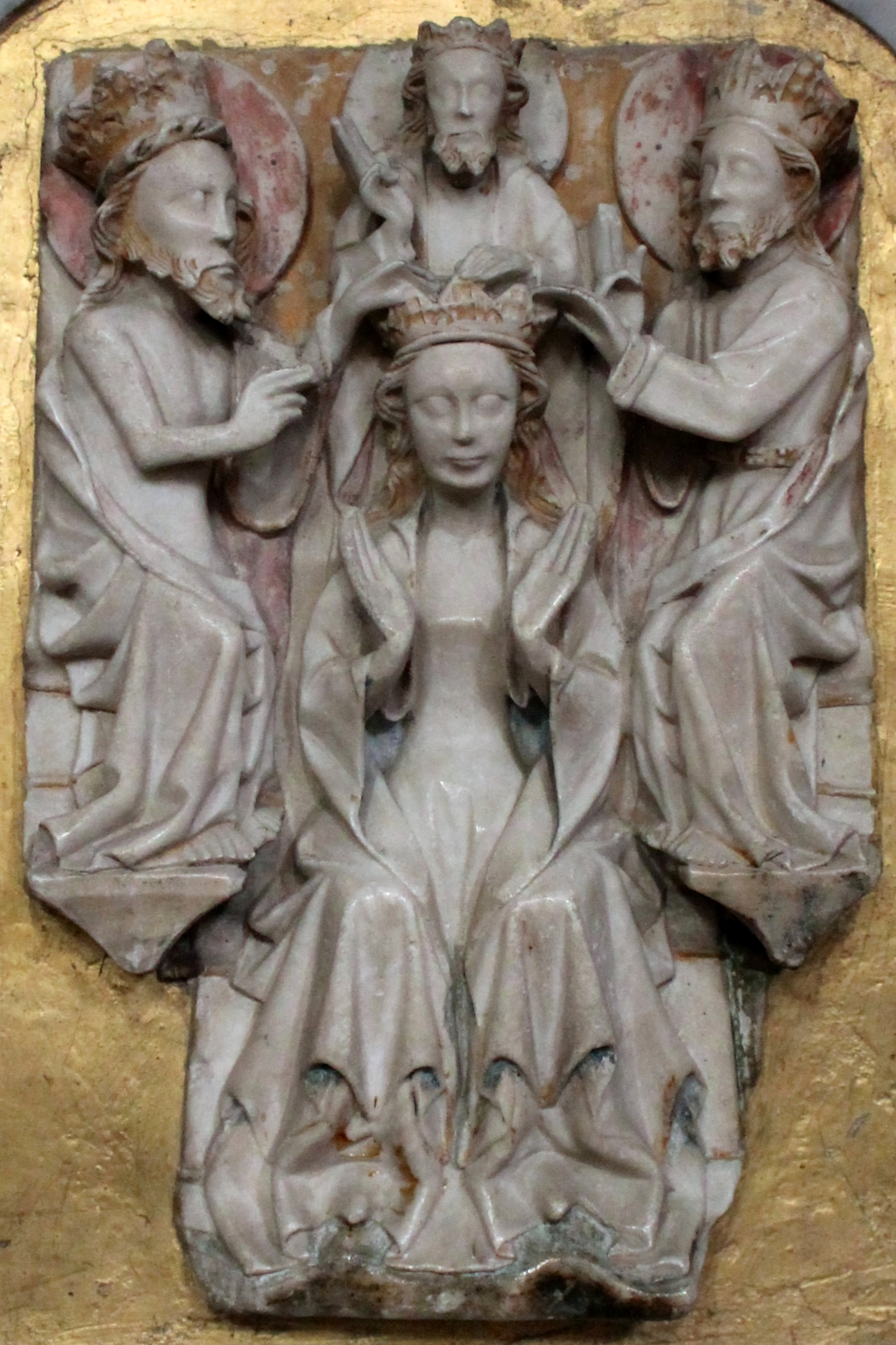